# Gibbet Island
Gibbet Island är en ö i Bermuda (Storbritannien).   Den ligger i parishen Smith's, i den centrala delen av landet, 5 km nordost om huvudstaden Hamilton.